# Шпанко Надія Сергіївна
Надія Сергіївна Шпанко (2 травня 2002, Вінниця) — словенська (раніше українська) шахістка, міжнародний майстер серед жінок.
Її рейтинг станом на травень 2023 року — 2162 (3-тє — серед шахісток Словенії).
Багаторазова чемпіонка та призерка чемпіонатів України та Європи серед дівчат різних вікових категорій.

Посіла 2-ге місце у півфіналі чемпіонату України з шахів (Краматорськ).

Учасниця чемпіонату України з шахів серед жінок 2018 року (Київ).
З травня 2022 року виступає під прапором Словенії.

## Результати виступів у чемпіонатах України
| Рік  | Місто | Турнір                 | + | − | = | Результат | Місце |
| ---- | ----- | ---------------------- | - | - | - | --------- | ----- |
| 2018 | Київ  | 78-й чемпіонат України | 1 | 3 | 5 | 3½ з 9    | 9     |